# تاريخ البرازيل
يبدأ تاريخ البرازيل مع السكان الأصليين في البرازيل. وصل الأوروبيون إلى البرازيل مع بداية القرن السادس عشر. كان أول الأوروبيين الذين استعمروا ما يُسمّى الآن جمهورية البرازيل الفيدرالية في قارة أمريكا الجنوبية هو «بيدرو ألفاريس كابرال» في 22 أبريل 1500م تحت رعاية مملكة البرتغال. من القرن 16 إلى أوائل القرن 19، ظلت البرازيل مستعمرة وجزءًا من الإمبراطورية البرتغالية. توسعت البلاد جنوبًا على طول الساحل وغربًا على طول الأمازون والأنهار الداخلية الأخرى. تم الانتهاء من تحديد حدود البلاد في أوائل القرن 20.
في 7 سبتمبر 1822م، أعلنت البلاد استقلالها عن البرتغال وأصبحت إمبراطورية البرازيل. عقب انقلاب عسكري في عام 1889م تم إنشاء أول جمهورية برازيلية. شهدت البلاد ديكتاتورية خلال عصر جيتوليو فارجاس (1930-1934 و 1937-1945) وفترة الحكم العسكري (1964-1985) تحت الحكم العسكري البرازيلي.

## التاريخ قبل الاستعمار
عُثر على بعض من أقدم البقايا البشرية في الأمريكيتين، امرأة لوزيا (هو اسم هيكل عظمي من العصر الحجري القديم لامرأة هندية عثر عليها في كهف بالبرازيل)، في منطقة بيدرو ليوبولدو، ميناس جيرايس، وتشير الأدلة على وجود سكن بشري يعود إلى ما لا يقل عن 11000 عام.
عندما وصل المستكشفون البرتغاليون إلى البرازيل، كانت المنطقة مأهولة بمئات الأنواع المختلفة من قبائل جيكوابو، «أقدمها يعود إلى ما لا يقل عن 10000 عام في مرتفعات ميناس جيرايس». لا يزال تاريخ أصول السكان الأوائل، الذين أطلق عليهم البرتغاليون «الهنود» (إينديوس)، محل خلاف بين علماء الآثار. نُقب عن أقدم فخار عُثر عليه في نصف الكرة الغربي، يعود تأريخه بالكربون المشع إلى 8000 عام، في حوض الأمازون بالبرازيل، بالقرب من سانتاريم، ما يوفر دليلًا على قلب الافتراض القائل بأن منطقة الغابات الاستوائية كانت فقيرة جدًا من حيث الموارد لدعمها ثقافة ما قبل التاريخ المعقدة. وجهة النظر الحالية الأكثر قبولًا لعلماء الأنثروبولوجيا، واللغويين، وعلماء الوراثة هي أن القبائل المبكرة كانت جزءًا من الموجة الأولى من الصيادين المهاجرين الذين جاءوا إلى الأمريكيتين من آسيا، إما عن طريق البر أو عبر مضيق بيرنغ أو عن طريق الطرق البحرية الساحلية على طول المحيط الهادئ أو كليهما.
خلقت سلاسل جبال الأنديز والمرتفعات في شمال أمريكا الجنوبية حاجزًا ثقافيًا حادًا بين الحضارات الزراعية المستقرة للساحل الغربي والقبائل شبه البدوية في الشرق، الذين لم يطوروا أبدًا سجلات مكتوبة أو هندسة معمارية ضخمة دائمة. لهذا السبب، لا يُعرف سوى القليل جدًا عن تاريخ البرازيل قبل عام 1500. تشير البقايا الأثرية (الفخار بشكل أساسي) إلى نمط معقد من التطورات الثقافية الإقليمية، والهجرات الداخلية، والاتحادات الفيدرالية الكبيرة التي تشبه الدولة أحيانًا.
في وقت الاكتشاف الأوروبي، كانت أراضي البرازيل الحالية تضم ما يصل إلى 2000 قبيلة. كان السكان الأصليون تقليديًا في الغالب قبائل شبه رحل تعيش على الصيد، وصيد الأسماك، والزراعة المهاجرة. عندما وصل البرتغاليون عام 1500، كان السكان الأصليون يعيشون بشكل أساسي على الساحل وعلى طول ضفاف الأنهار الرئيسية.
أقنعت الحرب القبلية، والهمجية، والسعي وراء برازيلوود لصبغتها الحمراء الثمينة البرتغاليين بضرورة تنصير السكان الأصليين. لكن البرتغاليين، مثل الإسبان في مستعمراتهم في أمريكا الجنوبية، جلبوا معهم أمراضًا لم ينجو منها العديد من السكان الأصليين بسبب نقص المناعة. قتلت الحصبة، والجدري، والسل، والسيلان، والأنفلونزا عشرات الآلاف من السكان الأصليين. انتشرت الأمراض بسرعة على طول طرق التجارة الأصلية، ومن المحتمل أن قبائل بأكملها أُبيدت دون الاتصال المباشر بالأوروبيين.

### ثقافة ماراجورا
ازدهرت ثقافة ماراجورا في جزيرة ماراجو عند مصب نهر الأمازون. وجد علماء الآثار فخارة مصقولة أثناء عمليات حفرهم على الجزيرة. كانت الفخارة كبيرة، ورُسم وزُخرف عليها بشكل متقن مع وجود تمثيل للنباتات والحيوانات. قدم ذلك أول دليل على وجود مجتمع معقد في ماراجو. وتشير أدلة بناء الهضاب كذلك على أن المنطقة كانت مأهولة بالسكان، كما كانت المستوطنات متطورة ومعقدة على هذه الجزيرة، حيث يُعتقد أن هذه المستوطنات فقط هي القادرة على تنفيذ مشاريع ممتدة مثل هذه الأعمال الترابية.
كان مدى ومستوى التعقيد والتفاعلات بين الموارد في ثقافة ماراجورا موضع جدل. في خمسينيات القرن العشرين اقترحت الأمريكية بيتي ميجرز في بعض أبحاثها الأولى، أن المجتمع هاجر من جبال الأنديز واستقر في الجزيرة. يعتقد العديد من الباحثين أن جبال الأنديز كانت مأهولة من قِبل المهاجرين الأمريكيين القدماء من أمريكا الشمالية الذين انتقلوا تدريجيًا جنوبًا بعد أن أصبحوا صيادين في السهول.
في ثمانينيات القرن العشرين، قادت عالمة آثار أمريكية أخرى، آنا كورتينيوس روزفلت، أعمال التنقيب وعمليات المسح الجيوفيزيائية لتل تيسو دوس بيكوس. وخلصت إلى أن المجتمع الذي شيد التلال نشأ في الجزيرة نفسها.
قد تكون ثقافة ماراجو قبل الاستعمار قد طورت التدرج الاجتماعي ودعمت عددًا كبيرًا من السكان يصل إلى 100 ألف شخص. ربما استخدم الأمريكيون الأصليون في غابات الأمازون المطيرة طريقتهم في التطوير والعمل في تيرا بريتا لجعل الأرض مناسبة للزراعة على نطاق واسع لدعم أعداد كبيرة من السكان والتكوينات الاجتماعية المعقدة مثل المشيخات (شكل من أشكال التنظيم السياسي الهرمي في المجتمعات غير الصناعية).

## فترة الاستعمار ما بين (1500 إلى 1808)

### الحكم الإسباني
في عام 1578، اختفى ملك البرتغال آنذاك دوم سيباستياو في حرب ألكاسير-كويبير التي كانت نزاعًا بين البرتغال والبربر في المغرب. كان الملك قد دخل الحرب دون دعم كبير من الحلفاء أو الموارد اللازمة لخوض القتال بشكل ملائم. وباختفائه، ونظرًا إلى عدم وجود ورثة مباشرين له، آلت السيطرة على الأراضي الإسبانية إلى عمه ملك إسبانيا فيليب الثاني، في ما سُمي الاتحاد الإيبيري الذي لم يدم سوى لفترة وجيزة بلغت 60 عامًا حين ثار جون، دوق براغانكا، مع هدف معلن باستعادة استقلال البرتغال، الذي تمكن من تحقيقه وليصبح بذلك ملك البرتغال جون الرابع. لم يُعثر على سيباستيان ولا حتى على جثته، الأمر الذي دفع البرتغاليين إلى الاعتقاد أنه سيعود يومًا ما وسيخلع فيليب من الحكم. ضُمت البرازيل إلى الإمبراطورية الإسبانية إلا أنها أبقيت تحت الحكم البرتغالي، إلى أن استعادت البرتغال استقلالها في عام 1688 وأعيدت الملكيات الكولونيالية البرتغالية إلى التاج البرتغالي.

### تمردات السكان الأصليين
كان اتحاد تومويو حلفًا عسكريًا لزعماء قبائل السكان الأصليين على ساحل البحر الذي يمتد من ما يُعرف اليوم بسانتوس إلى ريو دي جانيرو، واستمر الحلف منذ عام 1554 إلى عام 1567.
كان السبب الرئيسي وراء هذا الحلف غير المألوف بين قبائل مستقلة القيام برد فعل على العبودية والجرائم بالجملة والدمار الذي تسبب به المكتشفون والمستعمرون البرتغاليون الأوائل للبرازيل ضد شعب توبينامبا. في لغة التوبي، تعني كلمة «تامويا» «أكبر في السن» أو «الجد». انتُخب كونهامبيبي زعيمًا للاتحاد من قبل نظرائه، وأعلن الحرب على البرتغال مع الزعماء بيندوبوكو وكواكيرا وآراري وإيمبيري.

### عصر السكر
ابتداءًا من القرن السادس عشر، أصبح قصب السكر الذي كان يُزرع في مزارع تسمى إنغنهوس على امتداد الساحل الشمالي الشرقي أساس الاقتصاد والمجتمع البرازيليين، مع استخدام العبيد في مزارع ضخمة لإنتاج السكر لأوروبا. في البداية، حاول المستوطنون استعباد السكان الأصليين في العمل في الحقول. كانت البرتغال رائدة في نظام المزارع في جزر ماديرا وساو تومي الأطلسية مع العمل القسري ومدخلات رأس المال العالية من الآلات والعبيد وحيوانات العمل. كانت الزراعة المكثفة للسكر لسوق التصدير، الأمر الذي اقتضى أرضًا يمكن الحصول عليها من شاغليها الحاليين عبر صراع بسيط نسبيًا. بحلول عام 1570، كان إنتاج البرازيل من السكر منافسًا لمثيله في جزر المحيط الأطلسي. وفي أواسط القرن السابع عشر، استولى الهولنديون على مناطق منتجة في شمال شرق البرازيل، منذ عام 1630 حتى عام 1654، وسيطروا على المزارع. وحين طُرد الهولنديون من البرازيل، بعد هجمات قوية من البرازيليين البرتغاليين وحلفائهم البرازيليين الأفارقة، أقام الإنجليز والفرنسيون إنتاج السكر على نموذج الزراعة البرازيلية في الكاريبي. أدت زيادة الإنتاج والمنافسة إلى انخفاض في سعر السكر، وتضاءلت حصة البرازيل في السوق. كان تعافي البرازيل من التوغل الهولندي بطيئًا منذ أن أثرت الحرب على مزارع السكر. في باهيا، كان التبغ يزرع لسوق التصدير الأفريقي، إذ كان يُستبدل التبغ المغمس بدبس السكر (الذي كان يُشتق من إنتاج السكر) بالعبيد الأفارقة. كان ساحل البرازيل الطويل إلى حد كبير موقع الاستيطان والتنمية الاقتصادية. أبرز التوغل الهولندي ضعف البرازيل في وجه الأجانب، وكان رد التاج ببناء حصون ساحلية وإنشاء دورية بحرية لحماية المستعمرة.
كان الاستكشاف الأولي للداخل البرازيلي يرجع إلى حد كبير إلى المغامرين شبه العسكريين، البانديرانتيس، الذين دخلوا الغابة بحثًا عن الذهب والعبيد الأصليين. وعلى الرغم من ذلك، لم يتمكن المستعمرون من استعباد السكان الأصليين بصورة متواصلة، وسرعان ما اتجه مزارعو السكر البرتغاليين إلى استيراد ملايين العبيد من أفريقيا. كانت معدلات وفيات العبيد في مشاريع السكر دراماتيكية، وأغلب الأحيان لم تكن هناك نساء كافيات أو ظروف مناسبة لتجديد السكان العبيد عبر زيادة طبيعية.
وبالرغم من ذلك، أصبح الأفارقة جزءًا كبيرًا من السكان البرازيليين، وبدأوا قبل وقت طويل من إلغاء العبودية (عام 1888) بالاندماج مع السكان البرازيليين الأوروبيين من خلال تمازج الأجناس.
خلال ال150 عامًا الأولى للفترة الكولونيالية، التي اجتذبتها الموارد الطبيعية الهائلة والأراضي غير المستغلة، حاولت قوى أوروبية أخرى إقامة مستعمرات في أجزاء عديدة من الأراضي البرازيلية، في تحدٍ للمرسوم البابوي ومعاهدة توردسيلاس التي كانت قد قسمت العالم الجديد إلى قسمين بين البرتغال وإسبانيا. حاول المستعمرون الفرنسيون الاستيطان في ما هو ريو دي جانيرو في يومنا هذا، منذ عام 1555 حتى عام 1567 (ما سُمي حلقة فرنسا أنتارتيكا)، وفي سان لويس يومنا هذا، منذ عام 1612 حتى عام 1614 (ما سمي فرنسا خط الاستواء). وصل اليسوعيون في وقت باكر وأسسوا ساو باولو وبشروا السكان الأصليين. قدم هؤلاء الحلفاء الأصليون لليسيوعيين مساعدة للبرتغاليين في طرد الفرنسيين. كان التدخل الهولندي غير الناجح في البرازيل أطول أمدًا وأكثر إزعاجًا للبرتغال (البرازيل الهولندية). وبدأ القراصنة الهولنديون بنهب الساحل: فقد نهبوا باهيا في عام 1604، حتى أنهم استولوا مؤقتًا على العاصمة سلفادور. منذ عام 1630 حتى عام 1654، أقام الهولنديون بشكل دائم في الشمال الغربي وسيطروا على امتداد طويل للساحل يمكن الوصول عبره إلى أوروبا، ولكن دون اختراق المناطق الداخلية. إلا أن مستعمري شركة الهند الغربية الهولندية في البرازيل كانوا في حالة حصار دائمة، على الرغم من تواجد جون موريس في ريسيفي كحاكم. بعد عدة سنوات من الحرب المفتوحة، انسحب الهولنديون في عام 1654. بقيت من هذه المحاولات الفاشلة بعض التأثيرات الثقافية والإثنية الفرنسية  والهولندية، إلا أن البرتغاليين حاولوا في وقت لاحق الدفاع عن ساحلها بقوة أكبر.

### تمردات العبيد
تكررت تمردات العبيد إلى أن ألغي تطبيق العبودية في عام 1888. وكان التمرد الأشهر بقيادة زومبي دوس بالماريس. وكانت الدولة التي أسسها، والتي سُميت كويلومبو دوس بالميراس، جمهورية مكتفية ذاتيًا لشعب مارون الذين هربوا من المستوطنات البرتغالية في البرازيل، وكانت «منطقةً ربما بحجم البرتغال في المناطق النائية لبيرنامبوكو». وفي أوجها كان عدد سكان بالماريس يزيد عن 30 ألف نسمة.
لكونهم مرغمين على مواجهة الهجمات المتكررة من قبل القوة الاستعمارية البرتغالية، كان محاربو بالماريس خبراء في كابويرا، وطور العبيد الأفارقة في البرازيل في القرن السادس عشر شكلًا من أشكال الفنون العسكرية.
وُلد أفريقي عُرف بزومبي فقط حرًا في بالماريس في عام 1655 إلا أنه وقع في الأسر وسُلم إلى مبشر، الأب أنتونيو ميلو، حين كان يبلغ من العمر 6 سنوات فقط. وبعد أن تعمد على يدي فرانسيسكو، تعلم زومبي الطقوس الدينية واللغتين البرتغالية واللاتينية وقدم المساعدة في القداس الإلهي اليومي. وعلى الرغم من محاولات «تحضيره»، هرب زومبي في عام 1670 وفي سن الخامسة عشرة عاد إلى مسقط رأسه. ذاع صيت زومبي لبراعته الجسدية ومكره في المعارك وكان استراتيجيًا عسكريًا يحظى باحترام عند بلوغه أوائل عشرينياته.
بحول عام 1678، وبعد أن سئم من الصراع الطويل مع بالماريس، اقترب حاكم بيرنامبوكو بيدرو ألميدا من زعيم بالماريس غانغا زومبا حاملًا غصن زيتون. عرض ألميدا الحرية على جميع العبيد الهاربين إذا خضعت بالماريس للسلطة البرتغالية، وقبل غانغا زومبا بذلك العرض.

### وصول البرتغاليين
في يوم 22 أبريل 1500، قام البرتغالي بيدرو الفاريس كابرال، باول رحله رسمية من لشبونة، وكان هدفها الأول اكتشاف وحيازة الأراضي جديدة لولي العهد، وكانت وجهته الهند ومهمته الطواف حول إفريقيا للوصول إلى مدينية كوزيهو/كلكتا الهندية، وقد ابحر كابرال بسفينتين و 1500 رجل على متنهما ومن امهرهم كان البحار (نيكولاو كويلهو) الذي كان في الهند وبارتولوميو دياس، الذي اكتشف رأس الرجاء الصالح.
تم الإبحار من ميناء لشبونة، مرورا بمنطقة الرأس الأخضر، في 16 اذار / مارس. بعد أن ابتعد عن الساحل الأفريقي وبالقرب من جزر الكناري، الذي هبت به الرياح التجارية تجاه الغرب. في 21 نيسان / أبريل، رأى قبطان السفينة النباتات والطيور البحرية، علامات للنباتات بحرية. في فجر 22 أبريل سمع صرخة «الأرض في الأفق»، وكان أول ما اكتشف هو مونتي باسكوال الذي يقع في الساحل الجنوبي لولاية باهيا حاليا.

## البعثات الاستكشافية

وثيقة إلغاء العبودية في البرازيل عام 1888م.

في 1501 بدأت البعثات الاستكشافيه ولكنها كانت تقتصر على استخراج الاخشاب، الصمغ والدهان وانتهت الرحلة في 7 سبتمبر 1502 بعد عملية مسح للساحل وتسمية الجزر باسمائهم وأسماء قديسية دينية.
في هذه الرحلة اكتشف خشب من اللون الأحمر الذي كان يسمية السكان الاصلييون ب: باو برازيل ويعتقد ان اسم البرازيل جاء من هذا الخشب الذي جلبه المستكشفين البرتغاليين معهم إلى أوروبا.
و عاد البحارة في 1502 ولكن كانت رحلة تقتصر على جلب الخشب والدهان، وبعد تحقيق المرابح في أوروبا دعم الملك البرتغالي اسطولا بالتعاون مع بعض التجار البرتغاليين اسطولاً بقيادة القبطان كويلهو لاستخراج الخشب البرازيلي الأحمر.
و في نفس السنة بدأ التنافس التجاري والاستعماري بين البرتغال، إسبانيا، هولندا وفرنسا وكانت تتعرض السفن البرتغالية للقرصنة الهولندية والفرنسية.

## الغزوات الخارجية والصراعات الاستعمارية
أول غزو واحتلال للبرازيل كان الاحتلال البرتغالي الذي سلب الأرض من السكان الاصليين (التوبيس) التي كانت تسمى بارض النخيل، ولكن الرد على هذا الاحتلال كان سريعا من السكان الاصليين وقامت حرب الأمازيغ (البربر) على البرتغاليين.
و كانت هناك خلافات مع الفرنسيين الذين حاولو ان يستعمروا أمريكا عن طريق القرصنة وقام القبطان
Nicolas Durand de Villegagnon ببناء قلعة في ريو دي جانيرو ولكن فشلت الهيمنة على البرازيل بعد تأخر الامدادات الجنود والبحارة الفرنسيين.
الحقبة الاستعمارية تتميز بالعديد من الصراعات، سواء بين البرتغاليين أو غيرهم من الأوروبيين، والأوروبيين ضد المواطنين، وبين المستوطنين. أكبرها بلا شك كانت الحرب ضد الهولنديين من عام 1630 حتي 1647، باهيا، وسيرجيبي، وألاغواس، وبيرنامبوكو، وبارايبا، وريو غراندي دو نورتي وسيارا.